# Abdel Aziz el Mountassir
Abdel Aziz el Mountassir (Ait Attab, Marroc, 1958) és un actor i activista marroquí, resident a Barcelona des de fa més de 30 anys.

## Biografia
Fill d'un opositor actiu del rei Hassan II, va haver de fugir als 10 anys a Algèria, on el seu pare es trobava exiliat. Allí va iniciar la carrera de dret, però la va deixar en tornar al Marroc l'any 1982. Després estudià filosofia a la Universitat Mohamed V de Rabat i antropologia a l'Escola d'Estudis Superiors en Ciències Socials de París. El 1988 es va traslladar a Barcelona, on va treballar de paleta. Va entrar en el món del cinema amb el documental En construcció de 2001 i des de llavors ha participat en nombroses pel·lícules.

## Filmografia
- 2001: En construcció de José Luis Guerín.
- 2002: Poniente de Chus Gutiérrez, com Mohamed.
- 2003: Las hijas de Mohamed de Sílvia Munt (telefilm).
- 2004: Entre viure i somiar de Alfonso Albacete i David Menkes.
- 2018: Le Monde est à toi de Romain Gavras.
- 2018: Yucatán de Daniel Monzón.
- 2020: La dona il·legal de Ramon Térmens, com Hussein.

### Televisió
- 2005: Abuela de verano de Televisió Espanyola.

## Premis i nominacions
- 2021: Premi Gaudí al millor actor secundari per La dona il·legal (nominat).